# 李金华 (1932年)
李金华（1932年9月—），女，生于山东济南，祖籍河北黄骅，中华人民共和国外交官。毕业于南开大学历史系。曾任中国驻新西兰大使，外交部新闻司副司长等职，还是中华人民共和国外交部首位女发言人。

## 生平
1932年9月，李金华出生于山东省济南市，自小在天津长大。李金华幼年父亲去世，靠母亲和兄嫂抚养长大。
1949年，中华人民共和国建国前夕，李金华从天津市耀华中学毕业，考入南开大学历史系。1953年毕业，被分配到外交部情报司（新闻司前身）图书资料室工作。由此至20世纪90年代中期，李金华一直在新闻司工作，历任科员、副处长、参赞、副司长和外交部发言人。
1987年，李金华被任命为中华人民共和国外交部第7位发言人，亦为首位女发言人。在1987年至1991年李金华任外交部新闻发言人期间，参与了多次数十次例行新闻发布会，特别是在六四事件后，李金华多次在新闻发布会上为中华人民共和国政府阐明原则立场和风波事实。
李金华还曾在中国驻巴基斯坦、智利大使馆，外交部第一亚洲司，任职员、一等秘书、参赞等职。在圣地亚哥中国使馆任职期间，她的工作能力得到了时任中国驻智利大使唐海光的赏识。
1991年10月18日，国家主席杨尚昆颁令，任命李金华为中国驻新西兰特命全权大使，成为中国第二位派驻大洋洲国家的女大使。1995年3月，卸任中国驻新西兰特命全权大使。

## 家庭
李金华的丈夫袁世垠也是中国资深外交官，曾任驻外使馆政务参赞、临时代办等职。

## 评价
李金华是中华人民共和国资深女外交家，也是80年代初在钱其琛倡议下设立新闻发言人之后的第一位女发言人，她被认为是继龚澎之后给驻京外国记者们留下最深印象的优秀女性。